# Francisco Antonio Pinto
Francisco Antonio Pinto Díaz. (Santiago,  23 de julho de 1785 — Santiago, 18 de julho de 1858) foi um militar e político liberal chileno, presidente do Chile entre 1827 e 1829.

## Biografia
Pinto Díaz foi filho de Joaquín Fernández Pinto, natural da Espanha, e de Mercedes Díaz. Estudou humanidades no Convictorio Carolino, ode fez amizade com vários dos futuros membro do processo de independência. Posteriormente cursou Direito na Universidade Real de San Felipe, formando-se como advogado em 11 de outubro de 1808. Paralelamente seguiu carreira militar, sendo em 1807 oficial no regimento real. Foi instrutor de recrutas no acampamento de Las Lomas. 
Durante o processo de Independência do Chile se associou ao grupo patriota, mas não como soldado e sim diplomata, sendo representante do Chile perante a Junta de Buenos Aires em 1811. Em 1813 foi enviado a Inglaterra. Conheceu Manuel Belgrano, com o regresso a América, combatendo na campanha de Alto Peru. Em 1820 regressou ao Chile com o posto de Coronel e casado con Luisa Garmendia.
Participou na Expedição Libertadora do Peru sob as ordens de José de San Martín. Regressou em 1824 com o posto de Brigadeiro. 
Em 12 de julho desse mesmo ano, foi nomeado Ministro do Interior e das Relações Exteriores, exercendo a função até 22 de Fevereiro de 1825. Ao abandonar o ministério, foi designado Ministro de Coquimbo.
Em 13 de fevereiro de 1827, foi eleito vice-presidente da república, sendo presidente Ramón Freire. Depois da renúncia deste em 5 de Maio, Pinto assumiu o governo do Chile.
Durante seu governo, promulgou-se a Constituição de 1828. Reeleito presidente, renunciou ao seu cargo. A disputa pela legitimidade do vice-presidente que incitou a revolução conservadora de 1829. 
Depois da vitória dos conservadores, viu-se afastado da política e seus privilégios de General de Divisão foram retirados. Depois do casamento de sua filha Enriqueta com o general Manuel Bulnes, este o reintegrou ao exército, nomeando-lhe Conselheiro de Estado.
Em 1846, foi eleito Senador, reelegeu-se em 1855, alcançando a presidência do Senado. 
Faleceu em Santiago em 18 de julho de 1858.
Seu filho Anibal Pinto Garmendia também foi presidente da república durante os anos de 1876 e 1881.